# Grób Potockiej

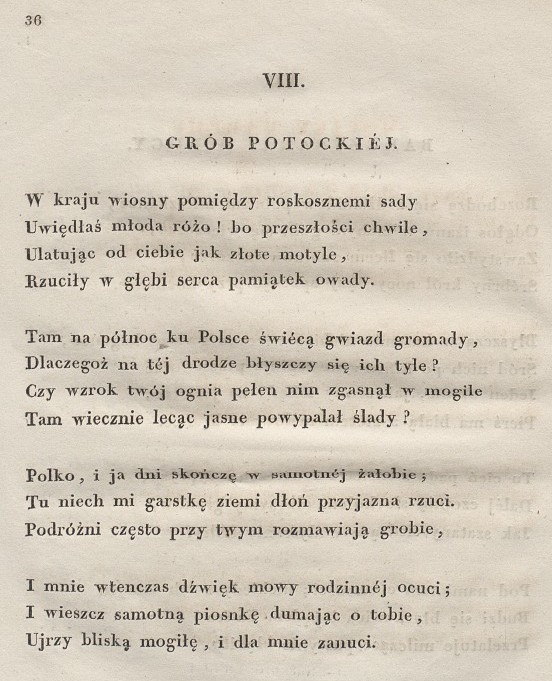
Grób Potockiej w pierwodruku „Sonetów Adama Mickiewicza” z 1826 roku

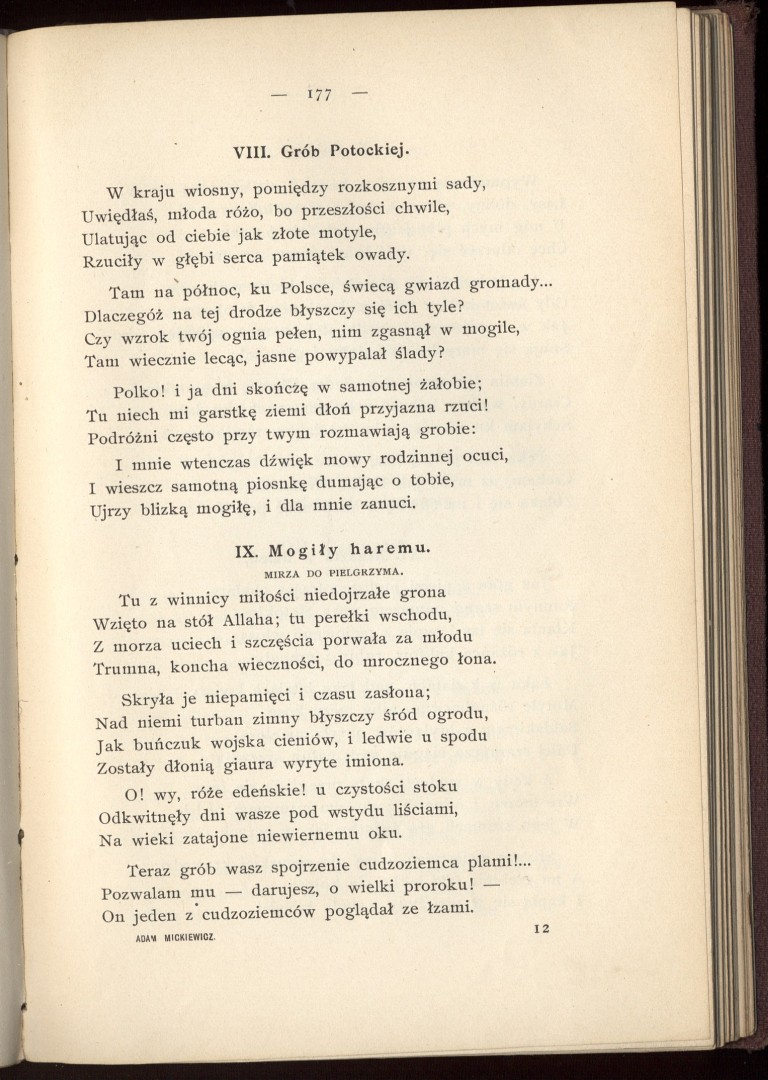
Grób Potockiej w tomie 1 zbioru „Poezje Adama Mickiewicza” z 1899 roku

Grób Potockiej (incipit W kraju wiosny pomiędzy rozkosznymi sady) – ósmy sonet z cyklu sonetów krymskich autorstwa Adama Mickiewicza. Po raz pierwszy został opublikowany w 1826 roku, natomiast dokładna data powstania poematu nie jest znana.

## Grób Potockiej
W ogrodach opuszczonego pałacu chanów krymskich znajduje się zbudowane w 1762 roku przez Omera mauzoleum nieznanej z imienia żony chana Krym Gireja. Lokalizacja mauzoleum z dala od mogił haremu w miejscu niezachowanego do chwili obecnej cmentarza zlokalizowanego w odległym miejscu ogrodu niemalże poza jego obrębem pozwala sądzić, że pochowana tam kobieta nie była wyznania islamskiego, a jego wielkość i kunszt wykonania – o miłości do niej. Nad południowym wejściem do mauzoleum znajduje się napis po arabsku „Niech Bóg zmiłuje się nad Dilarą”. Elementem mauzoleum była również kunsztowna Fontanna łez, która została przeniesiona pod ścianę pałacu na polecenie Grigorija Potiomkina po aneksji chanatu w 1784 roku.

## Legendy
Tożsamość zmarłej w 1760 roku kobiety pozostaje nieznana i do naszych czasów, przetrwały o niej tylko legendy. Imię umieszczone na mauzoleum Dilara bikeç (lub też Dilara Bikecz) tłumaczone jest jako Piękna Panienka lub też Dilara jako imię, a bikeç/Bikecz jako ochmistrzyni na dworze chana. 
Pierwsza z nich wiąże pochowaną tam kobietę z córką polskiego szlachcica Marią Potocką porwaną do haremu chana, która stała się wielką miłością chana, ponieważ jednak nie chciała odwzajemnić jego miłości, chan zdecydował się ją uwolnić i odesłać do domu. Maria w wyniku zachowania chana pokochała go i zdecydowała się go poślubić. Wkrótce po zaślubinach zmarła lub też została otruta przez swoją rywalkę. 
Natomiast w drugiej wersji była ona Gruzinką o imieniu Majuma (lub też Zerfi, Zelima), była również chrześcijanką, również porwana i również niechcąca odwzajemnić miłości chana, którą w dniu śmierci odnalazł ukochany imieniem Seid (lub Selim). 
Legenda o Marii Potockiej jest całkowicie nieprawdopodobna historycznie, ponieważ w XVIII wieku Tatarzy nie napadali już Polski i dodatkowo nie jest znana żadna kobieta z rodu Potockich, która została porwana. Wyjaśnienie poety nawiązujące do koliszczyzny nie uprawdopodabnia tej wersji, gdyż Dilara zmarła w 1760 roku, a czas trwania koliszczyzny to 1768 rok.

## Treść sonetu
Ósmy sonet z cyklu został zainspirowany zwiedzaniem ogrodu chana w Bakczysaraju. Jednakże z rzeczywistym ogrodem wiąże go jedynie tytuł sonetu, natomiast w treści sonetu dwa pierwsze czterowiersze są lirycznym wspomnieniem Marii Potockiej, zakończonym w sześciowierszu rozważaniem o wiecznej tułaczce Krymskiego Pielgrzyma. Rzeczywistość w sonecie występuje jedynie jako aluzyjna peryfraza i tak kraj wiosny to Krym, rozkoszne sady to Bakczysaraj, młoda róża to Maria Potocka, podróżni to Polacy, wieszcz to najprawdopodobniej Aleksander Puszkin, dodatkowo trzy pierwsze metafory mają charakter orientalny. Rzeczywistą treścią sonetu jest osamotnienie i tęsknota za Polską, i refleksja, że po Marii Potockiej pozostał grobowiec i wspomnienie poety, a czy przetrwa pamięć po podróżnym (jedno z wcieleń Krymskiego Pielgrzyma, człowieka o gorzkiej i skomplikowanej przeszłości, świadomego wyobcowania i samotności, który jednak zachował poznawczą ciekawość świata), utożsamiany z podmiotem lirycznym.

## Objaśnienie poety
Niedaleko pałacu Hanów wznosi się mogiła w guście wschodnim zbudowana z okrągłą kopułą. Jest powieść między pospólstwem w Krymie, że ten pomnik wystawiony był przez Kerim Giraja dla niewolnicy, którą nadzwyczajnie kochał. Niewolnica miała być Polka, z domu Potockich. Autor uczenie i pięknie napisanej podróży po Krymie, Murawjew-Apostoł, utrzymuje że powieść ta jest bez zasady, i że grobowiec kryje zwłoki jakiejś Gruzinki. Nie wiemy, na czym opiera swoje mniemanie; bo zarzut, iż Tatarowie w połowie osiemnastego wieku tak łatwo niewolnic z domu Potockich uprowadzać nie mogli, nie jest dostateczny. Wiadome są ostatnie zaburzenia kozackie na Ukrainie, skąd nie mało ludu uprowadzono i sprzedano sąsiednim Tatarom. W Polsce liczne są familijne szlacheckie imienia Potockich; i wspomniana branka niekoniecznie mogła należeć do znakomitego domu dziedziców Humania, który najazdom Tatarskim lub rozruchom kozackim mniej był dostępnym. Z powieści gminnej o grobowcu Bakczysarajskim poeta rosyjski Alekander Puszkin z właściwym mu talentem napisał powieść: „Fontanna Bakczysarajska”. 

## Miejsce w cyklu
Sonet Grób Potockiej zgodnie z podziałem Władysława Folkierskiego oraz Czesława Zgorzelskiego jest trzecim sonetem z czterech opisujących ruiny Bakczysaraju (Bakczysaraj, Bakczysaraj w nocy, Grób Potockiej, Mogiły Haremu). Natomiast zgodnie z podziałem Juliusza Kleinera utwór jest trzecim z czterech sonetów podróżniczych (Bakczysaraj, Bakczysaraj w nocy, Grób Potockiej, Mogiły Haremu).

## Analiza wersyfikacyjna
Sonet jest napisany trzynastozgłoskowcem i zbudowany zgodnie z zasadami budowy sonetu poezji prowansalskiej oraz zasadami stosowanymi przez Petrarkę (czternastowierszowa struktura sonetu podzielona na dwa czterowiersze i jeden sześciowiersz), przy użyciu wyłącznie rymów żeńskich, padających na istotne dla treści sonetu słowa. W dwóch pierwszych czterowierszach układ rymów jest abba abba, na zgodnych rymach, natomiast w sześciowierszu, rozkładającym się na dwa trójwiersze, cdc dcd. Struktura wersyfikacyjna sonetu jest zgodna z jego strukturą wewnętrzną, dwóm pierwszym czterowierszom, będącym zamkniętymi całościami składniowymi, przeciwstawia się ostatni sześciowiersz, obejmujący czterowiersz z finałem dwuwierszowym, dla wzmocnienia puenty.

## Powstanie sonetu
Najprawdopodobniej wszystkie autografy sonetów Mickiewicza znajdowały się w albumie należącym do Piotra Moszyńskiego. Album ten, jak i kopia wykonana przez Bronisława Gubrynowicza, zaginęły po 1945 roku, w związku z czym nie można ustalić dokładnej daty jego powstania. Zgodnie z informacjami umieszczonymi w napisanej przez Władysława Mickiewicza przedmowie do tomu 1. paryskich „Dzieł” Mickiewicza sonety przed ich wydaniem zostały ocenzurowane przez Michaiła Kaczenowskiego, profesora Uniwersytetu Moskiewskiego, który dokonał mało znaczących poprawek oraz nie wyraził zgody na publikację jednego sonetu pod tytułem Czołobitność, z którego treści zachowały się tylko dwa wersy.

## Współczesna recepcja
Sonety krymskie w momencie ukazania się drukiem wywołały burzliwą dyskusję i niejednoznaczne oceny. Najostrzejszym ich krytykiem był Kajetan Koźmian, który w liście do Franciszka Morawskiego użył na ich określenie terminu paskudztwo, negatywnie oceniał je również Franciszek Salezy Dmochowski, natomiast pozytywnie oceniali je m.in. Maurycy Mochnacki oraz Teodozy Sierociński. Przeciwnicy uważali język sonetów za niewłaściwy, z powodu orientalizmów oraz odstępstw od norm języka literackiego, kwestionowali również formę sonetu jako nieodpowiednią dla tematu. Zwolennicy zauważyli, że cykl sonetowy stanowi romantyczny odpowiednik poematu opisowego, stanowiąc zwartą kompozycyjną całość.